# Eucurtia comata
Eucurtia comata – gatunek chrząszcza z rodziny gnilikowatych, podrodziny Chlamydopsinae. Rodzaj Eucurtia jest monotypowy. Chrząszcz jest jedynym termitofilnym przedstawicielem Chlamydopsinae. Posiada wydatne trichomy, z których końców termity pobierają wydzielaną substancję. Jest jednym z większych przedstawicieli podrodziny, osiąga bowiem 4 mm długości. 